# Valentina Bisi
Valentina Bisi (Rimini, 14 gennaio 2007) è una nuotatrice artistica italiana.

## Palmarès
- Europei

Belgrado 2024: argento nella gara a squadre (programma libero), bronzo nella gara a squadre (programma tecnico) e nella gara a squadre (programma combinato)
Funchal 2025: argento nella gara a squadre (programma libero)